# Иустин (патриарх Румынский)
Патриарх Иустин (рум. Patriarhul Iustin, в миру Юстин Мойсеску, рум. Iustin Moisescu; 5 марта 1910, Кындешть, жудец Арджеш — 31 июля 1986, Бухарест) — епископ Румынской православной церкви, с 1977 года — её предстоятель с титулом Патриарх всей Румынии, Наместник Кесарии Каппадокийской, Митрополит Унгро-Влахийский, Архиепископ Бухарестский.

## Биография
Родился 5 марта 1910 года в семье сельского учителя. Детские годы провёл в селе Кындешти, расположенном в живописном округе Мусчел.
Отец его погиб на войне в 1917 году, оставив семью практически без средств к существованию. Однако, несмотря на тяжёлые условия, Иустин, обладая незаурядными способностями, стремился овладевать знаниями, настойчиво и упорно учился. С юных лет проявилась у него склонность к духовной жизни. После окончания начальной школы он поступил учиться в духовную семинарию в Кымпулунг-Мусчел, которую окончил с отличными результатами в 1930 году.
Своё образование продолжил на богословском факультете Афинского университета, а в 1937 году, по прохождении специального курса последипломного обучения на римско-католическом богословском факультете в Страсбурге (Франция), он получил степень доктора богословских наук.
В 1938—1939 годах Иустин Моисеску был профессором Священного Писания Нового Завета на православном богословском факультете в Варшаве.
Начавшаяся война вынудила его покинуть Польшу и вернуться на родину.
С 1940 по 1956 год преподавал Новый Завет в богословских учебных заведениях Сучавы и Бухареста. Его перу принадлежит немало трудов, внёсших значительный вклад в развитие румынской богословской науки.
После кончины в 1956 году митрополита Николая (Балана) Иустину Моисеску определено было быть митрополитом Ардяльским.
23 февраля 1956 года, викарий епископ Феоктист (Арэпашу) посвятил его во диакона, на следующий день, другой патриарший викарий, Анфим (Ника), рукоположил его во священника.
8 марта 1956 года пострижен в монашество в монастыре Черника.
Хиротонисан 15 марта 1956 года. Чин хиротонии совершили Патриарх Юстиниан, митрополит Олтенский Фирмилиан (Марин) и епископ Клужский Николай (Колан). 18 марта состоялась торжественная встреча митрополита Ардяльского в его резиденции в городе Сибиу.
19 января 1957 года был избран митрополитом Молдовским и Сучавским, архиепископом Ясским, то есть стал архиереем, занимающим в иерархическом порядке Румынской Православной Церкви первое место после Патриарха.
Его стараниями в епархии постоянно проводилась большая работа по благоустройству и ремонту монастырей и храмов. В 1962—1971 годах, например, были капитально отремонтированы и обновлены представляющие собой архитектурную ценность сооружения женского монастыря Вэратек, находящегося в Молдове, неподалёку от города Тыргу-Нямц, где подвизаются около 300 монашествующих.
Митрополит Иустин был активным деятелем межправославного и экуменического движения. Он возглавлял делегацию Румынской Православной Церкви на I Всеправославном Совещании на острове Родос в 1961 году и на последующих Всеправославных Совещаниях и в Межправославной комиссии по подготовке Святого и Великого Собора Восточной Православной Церкви. Он возглавил также делегацию Румынской Православной Церкви на Первом Всеправославном Предсоборном Совещании в 1976 году. В составе церковных делегаций он неоднократно был гостем Русской Церкви.
С 1961 года, когда Румынская Православная Церковь вступила во Всемирный совет церквей, митрополит Иустин — неизменный участник ассамблей ВСЦ и член Центрального комитета ВСЦ. Митрополит Иустин участвовал в первом (1961) и втором (1964) Всехристианских Мирных Конгрессах в Праге. В сентябре 1974 года на V Ассамблее Конференции Европейских Церквей он был избран одним из семи членов президиума КЕЦ.
12 июня 1977 года Церковная избирательная комиссия Румынской Православной Церкви, состоявшая из 94 участников, среди которых — члены Священного Архиерейского Синода, делегаты от клира и мирян, единогласно избрала митрополита Молдовы и Сучавы Иустина новым Патриархом Румынской Православной Церкви. Интронизация состоялась в румынском Патриаршего собора в Бухаресте 19 июня 1977 года.
Как Патриарх, он возглавлял несколько синодальных делегаций в другие Церкви: Константинопольскую православную церковь (1978), Православная Церковь в Америке (румынскую епархию) (1979), Русскую Православную Церковь (1980), Сербскую Православную Церковь (1981), церковь Швеции (1981), штаб-квартиру Всемирного Совета Церквей в Женеве (1981), Болгарскую Православную Церковь (1982), Венгерскую реформатскую церковь (1982) и Элладскую православную церковь (1984). В свою очередь, он его посетили ряд церковных лидеров, а также многочисленные представители других церквей и христианских конфессий со всего мира.
Патриарх Иустин обратил особое внимание на издательскую деятельность.
Скончался 31 июля 1986 года. Похоронен в Патриаршем соборе.